# Справочно-правовая система
Справочно-правовые системы (информационно-правовые системы) — класс компьютерных баз данных, направленных на информационное сопровождение работы юристов и специалистов смежных профессий: содержат нормативные правовые акты, судебную практику, постатейные комментарии, профессиональные юридические журналы и прочую профессиональную юридическую литературу и обеспечивают некоторый уровень связности этих элементов через механизмы перекрёстных ссылок, истории версий и поиска.

## История
Компьютерные справочно-правовые системы появились ещё во второй половине 60-х годов прошлого века по мере развития современных технологий и систем телекоммуникаций. Первой электронной картотекой для компьютерного поиска правовой информации стала бельгийская система, заработавшая в 1967 году. Система была создана совместными усилиями университетов Бельгии и Бельгийского союза адвокатов и нотариусов. В информационный банк системы вошли данные о документах внутреннего и международного права, а также о парламентских материалах. Однако CREDOC не предполагала прямой связи пользователя с правовой базой для получения интересующих его данных — пользователю необходимо было обратиться в специальное информационное бюро. Оттуда приходил ответ, причем срок ожидания составлял от 2 до 8 дней.
Разработка первой справочной правовой системы — Lexis (LexisNexis) началась в том же 1967 году с соглашения между Коллегией адвокатов штата Огайо и фирмой Mead Data Central. В отличие от электронного каталога CREDOC американская система была полнотекстовой, то есть позволяла не только находить необходимые документы среди сотен тысяч других, но и работать с самими текстами, а также предоставляла дополнительную информацию к ним, более того, стал возможен поиск по контексту и датам. В 1980 году в Lexis было включено британское законодательство, с 1981 года — и британские судебные прецеденты. В это же время система стала доступна пользователям Великобритании, а с 1985 года — Австралии.
Начало созданию справочно-правовых систем в СССР было положено в 1975 году, когда было принято решение о создании первой информационной базы нормативных документов. Признавалось необходимым «ввести государственный учёт нормативных актов СССР и союзных республик, а также организовать централизованную информацию о таких актах». Для реализации этого решения при Министерстве юстиции СССР был создан Научный центр правовой информации (НЦПИ). В его задачи вошли государственный учёт нормативных актов и разработка правовых баз данных. В дальнейшем силами НЦПИ была создана первая справочная правовая система «Эталон», предназначенная для использования в государственных структурах. Первым российским разработчиком коммерческой базы данных стало агентство Intralex, которое в 1989 году представило программный комплекс «Юридическая справочно-информационная система» (ЮСИС). В 1990 году была выпущена СПС «Гарант» — разработка Научно-производственного объединения «Вычислительная математика и информатика» (НПО «ВМИ»). В дальнейшем от НПО «ВМИ» отделилась компания «Гарант-Сервис», которая в настоящее время распространяет систему «Гарант». В 1992 году НПО «ВМИ» выпустило СПС «КонсультантПлюс». В последующие годы была создана СПС «Кодекс», основным отличием которой является большое количество нормативно-технических документов (ГОСТ, СНиП, СанПиН и т. д.), наличие специализированных справочных систем по различным отраслям — строительство, экология, электроэнергетика, охрана труда и т. д.
В Белоруссии основным государственным информационным ресурсом в области права и правовой информатизации является интернет-портал Pravo.by.

## Государственные системы
В России к государственным справочно-правовым системам относятся:
- информационно-поисковая система «Закон» — база законодательства Государственной Думы РФ;
- научно-технический центр правовой информации «Система» — эталонный банк правовых актов высших органов государственной власти;
- информационно-правовая система «Законодательство России» — ГСРПА России[4]
- база данных НЦПИ Минюста России;
- база данных Министерства иностранных дел России.